# Fronte del palco live 90
Fronte del palco live 90 è un video di Vasco Rossi uscito nel 1990 in VHS e ristampato nel 2006 in DVD. Contiene registrazioni live tratte dai due grandi concerti tenuti dal rocker a Milano il 10 luglio 1990 ed a Roma il 14 luglio dello stesso anno. Il video, della durata di due ore, è stato realizzato a partire da oltre cento ore di girato, per la regia di Stefano Salvati.
La tracklist si rifà in larga parte a quella dell'album live omonimo Fronte del palco con l'aggiunta di alcuni brani inseriti nel successivo live Vasco live 10.7.90 San Siro. Nel video sono presenti spezzoni tratte dalle prove del Blasco tour del 1989 a Locarno.

## Formazione
- Vasco Rossi - voce
- Daniele Tedeschi - batteria
- Paul Martinez - basso
- Alberto Rocchetti - tastiera
- Davide Devoti - chitarra ritmica
- Andrea Braido - chitarra
- Andrea Innesto - sax
- Rudy Trevisi - sax in Dillo alla Luna e Liberi liberi

## Tracce
1. Muoviti!
2. "Blasco" Rossi
3. C'è chi dice no
4. Dillo alla Luna
5. Tango (della gelosia)
6. Deviazioni
7. Ogni volta
8. Va bene, va bene così
9. ...Lunedì'
10. Vivere una favola
11. Vita spericolata
12. Liberi liberi
13. Vivere senza te
14. Domenica lunatica
15. Colpa d'Alfredo
16. Una canzone per te
17. Bollicine
18. Siamo solo noi
19. Canzone
20. Albachiara
21. Guarda dove vai (inedito)